# قاچاقچیان ویسکی
قاچاقچیان ویسکی (انگلیسی: The Moonshiners) یک فیلم کوتاه کمدی به کارگردانی راسکو آرباکل است که در سال ۱۹۱۶ منتشر شد.

## گزیدهٔ بازیگران
- جو بوردو
- آلیس لیک
- اَل سنت جان
- جی. هربرت فرانک